# Yoshimoto Teiichi

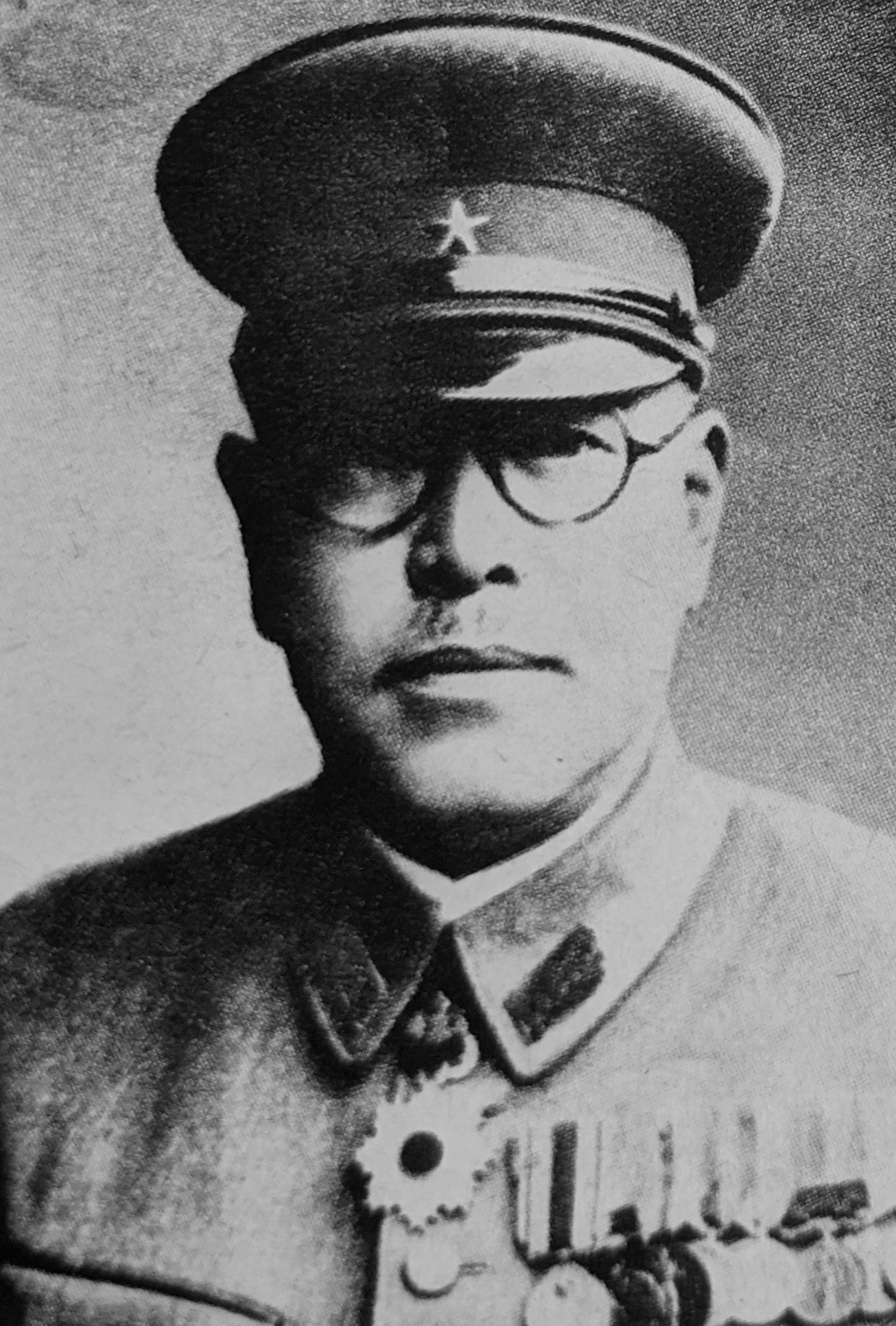
Yoshimoto Teiichi

Yoshimoto Teiichi (japanisch: 吉本貞一; * 23. März 1887 in der Präfektur Tokushima; † durch Suizid am 14. September 1945 in Tokio) war ein japanischer Offizier und zuletzt General der Kaiserlichen Armee, der während des Zweiten Weltkrieges im Zweiten Japanisch-Chinesischen Krieg von 1942 bis 1944 Oberbefehlshaber der in der Republik China eingesetzten 1. Armee war. 1945 war er Oberbefehlshaber des Nordöstlichen Armeebezirks sowie zuletzt 1945 Oberbefehlshaber der 11. Regionalarmee.

## Leben
Yoshimoto Teiichi absolvierte eine Offiziersausbildung an der Heeresoffizierschule (Rikugun Shikan Gakkō), die er 1908 abschloss. Daraufhin trat er in die Kaiserlichen Armee (Dai-Nippon Teikoku Rikugun) ein und fand in der Folgezeit zahlreiche Verwendungen als Offizier. 1916 war er auch Absolvent der Heereshochschule (Rikugun Daigakkō). Nach verschiedenen weiteren Verwendungen als Offizier und Stabsoffizier war er zwischen März 1927 und dem 8. März 1928 zum Referat Militärische Angelegenheiten des Büros Militärdienste im Heeresministerium (Rikugun-shō). Nach seiner Beförderung zum Oberst (taisa) am 1. August 1931 war er vom 1. August 1931 bis zum 20. Dezember 1933 Chef der Sektion Allgemeine Angelegenheiten im Generalstab (sambō hombu) sowie im Anschluss zwischen dem 20. Dezember 1933 und dem 7. März 1936 Kommandeur des 68. Infanterieregiments.
Nachdem Yoshimoto am 7. März 1936 zum Generalmajor (shōshō) befördert worden war, fungierte er vom 7. März 1936 bis zum 2. August 1937 als Kommandeur der 21. Infanteriebrigade. Danach war er zwischen dem 2. August und dem 30. November 1937 erst Chef des Stabes des Verteidigungskommandos Tokio sowie zugleich vom 2. August 1937 bis zum 20. Juni 1938 Chef des Stabes der Östliche Verteidigungsarmee. Anschließend bekleidete er im Zweiten Japanisch-Chinesischen Krieg vom 20. Juni 1938 bis zum 31. Januar 1939 den Posten als Chef des Stabes der neu aufgestellten 11. Armee (Dai-jūichi-gun) sowie daraufhin zwischen dem 31. Januar und dem 23. September 1939 als Chef des Stabes der Zentralchina-Expeditionsarmee (Naka-Shina hakengun), deren Oberbefehlshaber Generalleutnant Yamada Otozō war. In dieser Funktion erfolgte am 9. März 1939 seine Beförderung zum Generalleutnant (chūjō).
Am 6. November 1939 wurde Generalleutnant Yoshimoto Teiichi Nachfolger von Generalleutnant Yasui Tōji als Kommandeur der 2. Division (dai-ni-shidan), der sogenannten „Tapfere-Soldaten-Division“ (Yūheidan). Er hatte dieses Kommando bis zum 10. April 1941 inne und wurde danach von Generalleutnant Maruyama Masao abgelöst. Er selbst wurde daraufhin als Nachfolger von General Kimura Heitarō am 10. April 1941 Chef des Stabes der in China eingesetzten Kwantung-Armee (Kantō-gun) und verblieb auf diesem Posten bis zum 1. August 1942, woraufhin Generalleutnant Yukio Kasahara ihn ablöste. Während des Zweiten Weltkrieges wurde er im Zweiten Japanisch-Chinesischen Krieg am 1. August 1941 Nachfolger von Generalleutnant Iwamatsu Yoshio als Oberbefehlshaber der in der Republik China eingesetzten 1. Armee (Dai-ichi-gun) und behielt dieses Kommando bis zu seiner Ablösung durch Generalleutnant Sumita Raishirō am 22. November 1944. In dieser Zeit begann die Operation Ichi-gō (19. April bis 11. Dezember 1944), eine großangelegte Operation der Kaiserlich Japanischen Armee während des Zweiten Japanisch-Chinesischen Krieges.
Nach seiner Abberufung von diesem Posten wurde Generalleutnant Yoshimoto am 1. Mai 1945 Oberbefehlshaber der neu aufgestellten 11. Regionalarmee (Dai jyūichi hōmen gun), die in Sendai in der Präfektur Miyagi stationiert war, und verblieb auf diesem Posten bis zu seiner Ablösung durch General Fujie Keisuke am 7. August 1945. Zugleich war er vom 1. Februar bis zu seiner Ablösung durch Generalleutnant Tanaka Shin’ichi am 22. Juni 1945 Oberbefehlshaber des Nordöstlichen Armeebezirks. Er wurde am 7. Mai 1945 noch zum General (taishō) befördert. Die 11. Regionalarmee war Teil der Operation Ketsu-gō, der strategische Plan zur Verteidigung der japanischen Heimatinseln gegen jegliche mögliche alliierte Invasion während des Pazifikkriegs im Zweiten Weltkrieg. Durch Ende vieler Kampfhandlungen ab Mitte August 1945 und die damit verbundene Kapitulation Japans am 2. September 1945 kam der Plan nie zur endgültigen Ausführung. Knapp zwei Wochen nach der Kapitulation Japans am 2. September 1945 beging er am 14. September 1945 Suizid.

## Weblink
- Yoshimoto, Teiichi. In: The Generals of WWII (generals.dk). Abgerufen am 20. Juli 2023 (englisch).

Hamamo |
Fukuhara |
Akiji |
Saito |
Miyake |
Koiso |
Nishio |
Itagaki |
Tōjō |
Isogai |
Iimura |
Kimura |
Yoshimoto |
Kasahara |
Hata
| Personendaten    | Personendaten                                                  |
| ---------------- | -------------------------------------------------------------- |
| NAME             | Yoshimoto Teiichi                                              |
| ALTERNATIVNAMEN  | 吉本貞一 (japanisch)                                           |
| KURZBESCHREIBUNG | japanischer Offizier, General der Kaiserlich-Japanischen Armee |
| GEBURTSDATUM     | 23. März 1887                                                  |
| GEBURTSORT       | Präfektur Tokushima                                            |
| STERBEDATUM      | 14. September 1945                                             |
| STERBEORT        | Tokio                                                          |